# 丸山慶子
丸山 慶子（まるやま けいこ、1979年7月11日 - ）は、元エフエム石川のアナウンサーである。

## 来歴・人物
長野県安曇野市出身。地元のケーブルテレビ局・アルプスケーブルビジョンで6年間勤務した後、2008年にエフエム石川へ入社した。
2010年4月1日には、FROM K!で担当したコーナー「走れ!まるる」が、エフエム石川開局20周年企画として本になった。また、同年10月2日に地元・長野で結婚式を挙げた。
2011年3月をもって、エフエム石川を退職した。現在は、地元長野でアナウンサーとして活動している。

## 現在の担当番組
- 千曲市浪漫紀行（FM長野、まるやまけいこ名義）

## 過去の担当番組
下記はすべてエフエム石川の番組
- Afternoon Cruise（月・火）
- Dream Climber 〜夢を追い続けて〜
- FM石川ニュース
- Daily Navi
- FROM K!
- 今・おも・ラジオ〜石川のラジオは今も面白い〜（2010年12月18日、NHK金沢放送局・北陸放送との共同制作）

## 著書
- 走れ!まるる ステキな石川みぃ〜つけた（2010年、時鐘舎）